# Poisson-hérisson tacheté
Diodon holocanthus · Poisson porc-épic à taches, Poisson porc-épic ballon
Espèce
Diodon holocanthus, communément nommé Poisson porc-épic à taches ou Poisson porc-épic ballon ou Poisson-hérisson, est une espèce de poissons marins de la famille des Diodontidae.

## Localité
Le Poisson porc-épic à taches a une distribution circumtropicale. (océan Indien, océan Atlantique, océan Pacifique).

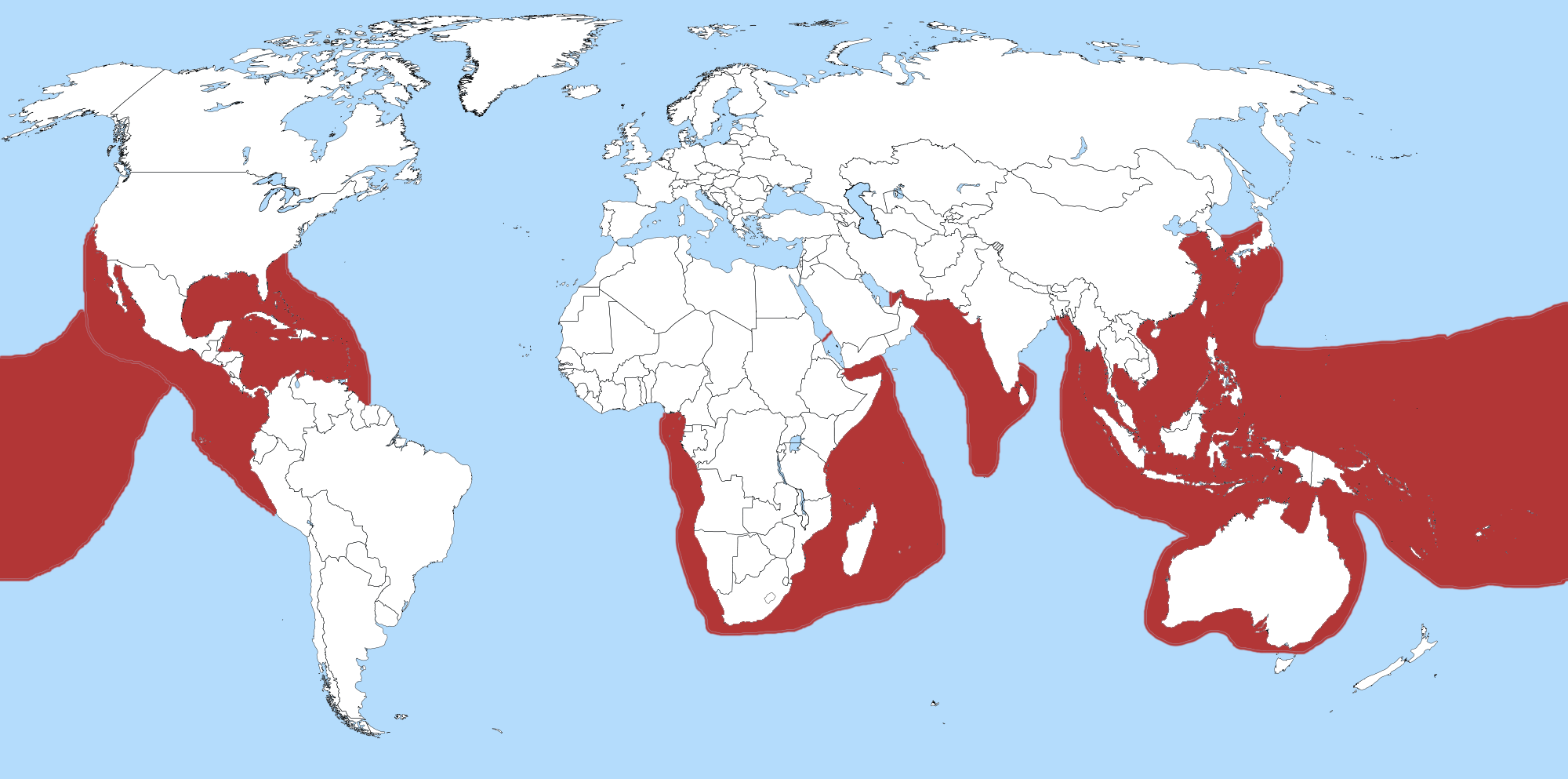
Répartition du poisson porc-épic

Il vit dans les récifs coralliens mais aussi sur les fonds ouverts de la surface de l'eau à 100m de profondeur.

## Description
Sa taille maximale est de 50 cm et sa taille commune est de 15 cm. 
Il est brun au-dessus et jaune au-dessous. 
Ce poisson épineux peut, en aspirant de l'eau, gonfler son corps et prendre l'apparence d'une boule d'épines, stratégie dissuasive contre les prédateurs. Ces piquants peuvent mesurer jusqu'à 5 cm.
C'est un poisson ovipare : pour se reproduire, les femelles libèrent dans l'eau des ovules puis les mâles vont les féconder.

## Alimentation
Le poisson-hérisson casse les coquilles et coquillages, les tests et les carapaces, avec son bec (de puissantes mâchoires munies de dents) pour se nourrir de gastéropodes, polypes (coraux), oursins, crabes et autres mollusques. 

## Un poisson non comestible, toxique et mortel pour l'homme
Les diodons accumulent une toxine, appelée tétrodotoxine, dans tous leurs organes, à l'exception de leurs muscles et du sang, qui les rendent mortellement venimeux (comme leur cousins les fugus). Cette toxine n'est détruite qu'après plusieurs heures d'ébullition à haute température, ainsi, même cuits, les poissons restent potentiellement toxiques pour l'homme qui montre alors les premiers symptômes d'empoisonnement dans l'heure (paresthésie buccale, fourmillement au visage, nausées et douleurs abdominales). Il n'existe pas de sérum antivenimeux. En cas d'intoxication alimentaire par la tétrodotoxine, poison qui paralyse les muscles et peut entraîner la mort par arrêt respiratoire, il peut être nécessaire de mettre la victime sous assistance respiratoire (bouche-à-bouche...) pour essayer de lui sauver la vie.

## Galerie

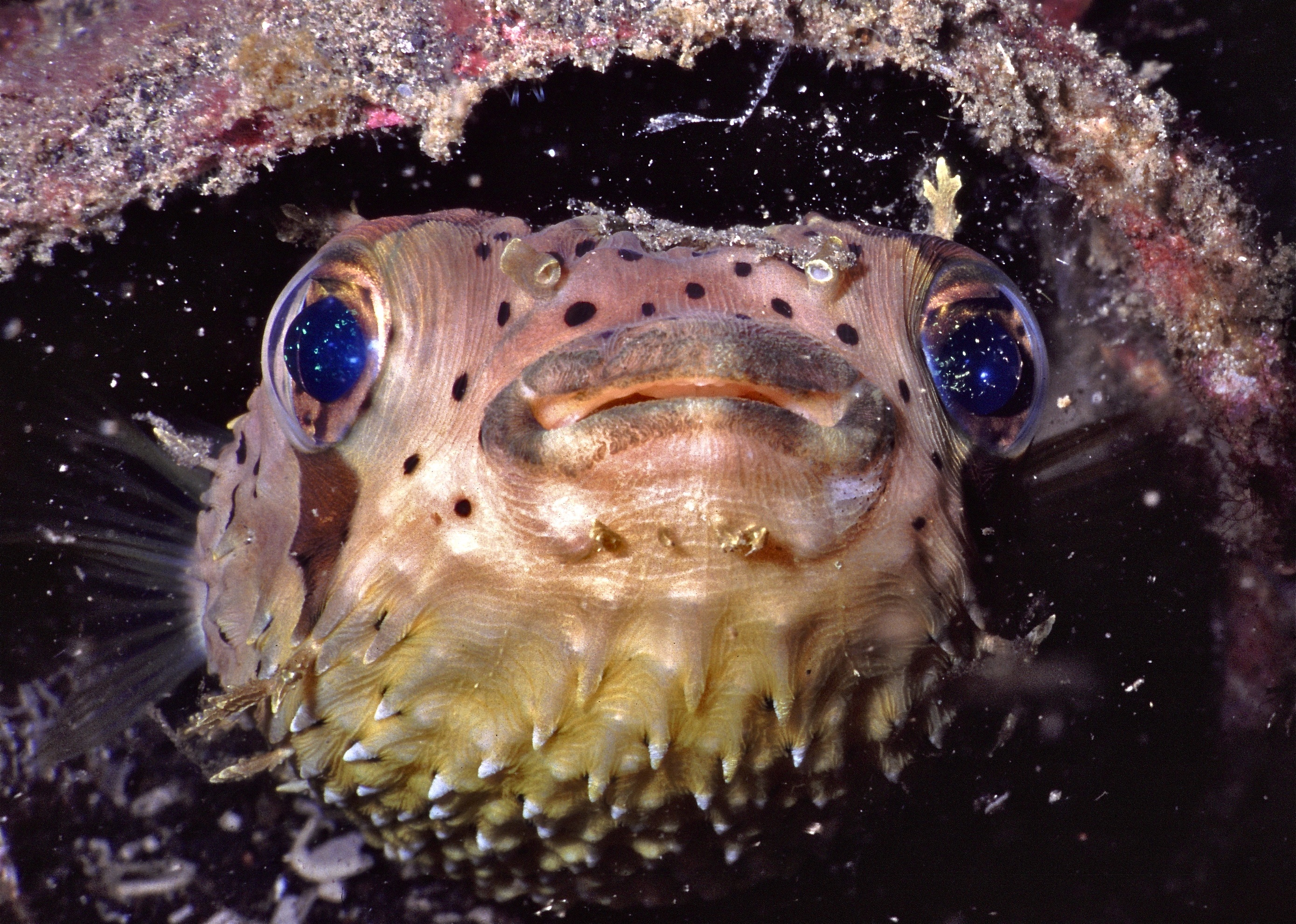
Diodon holocanthus (Sulawesi, Indonésie)
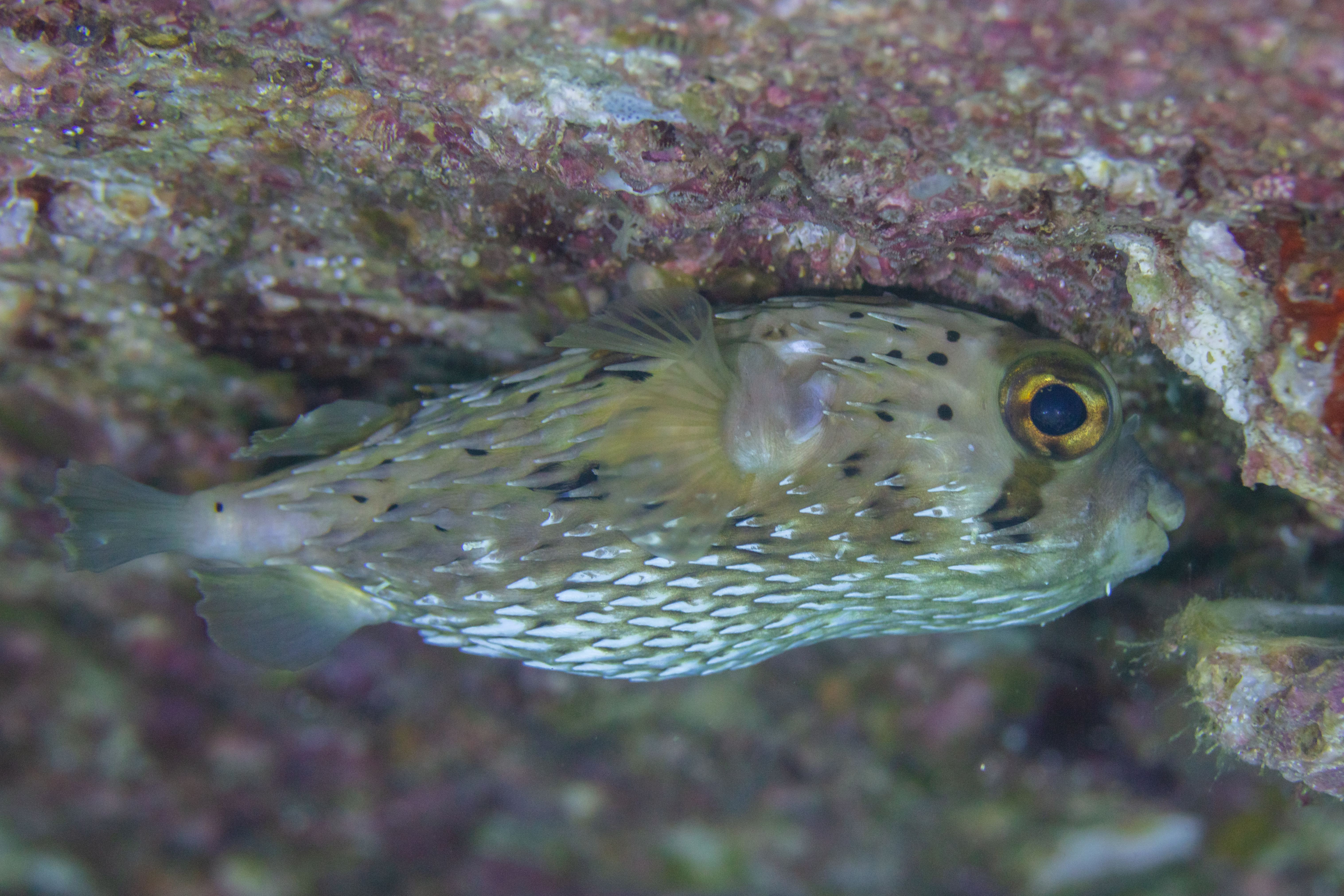
Baja California, Mexique
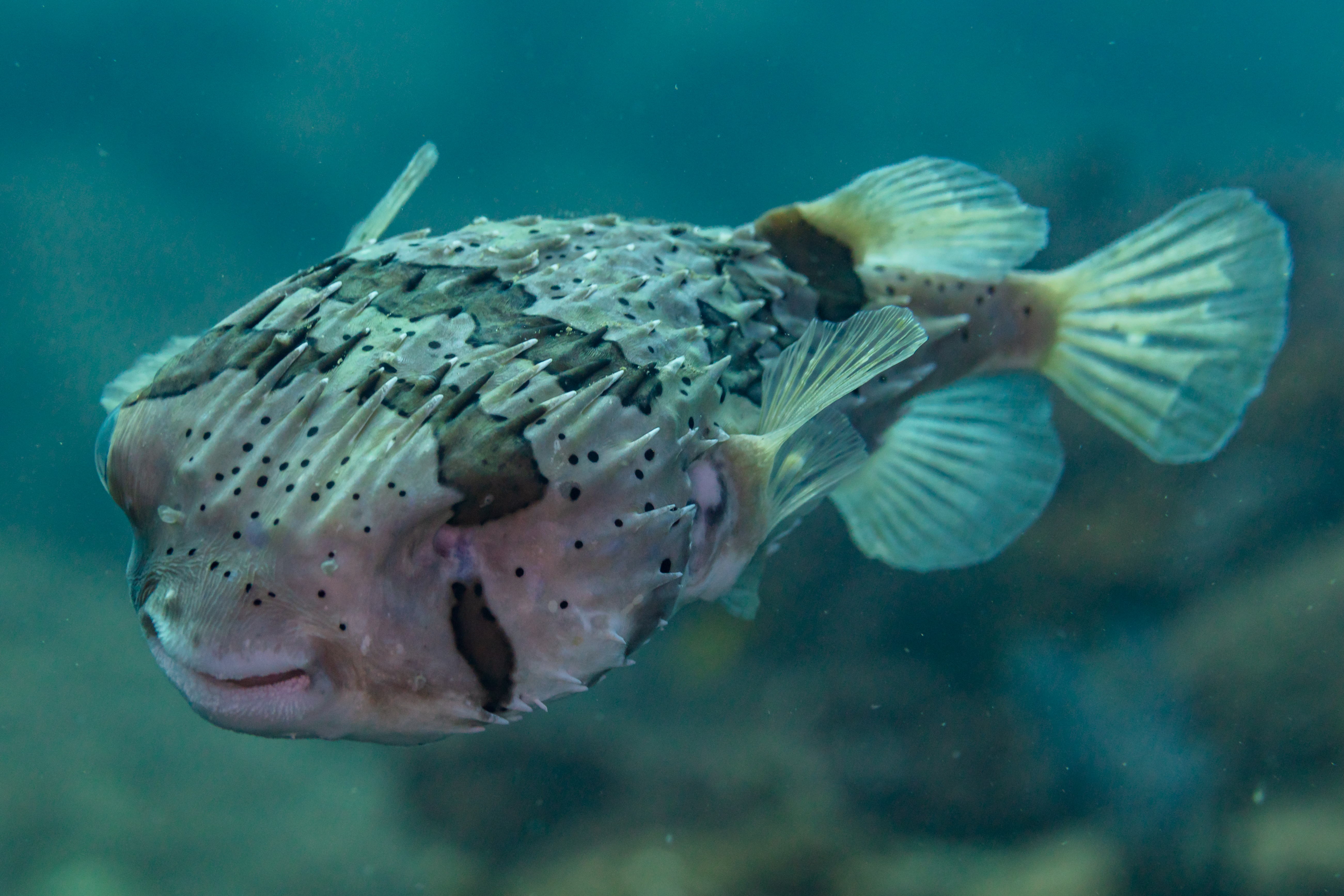
Diodon holocanthus borgne
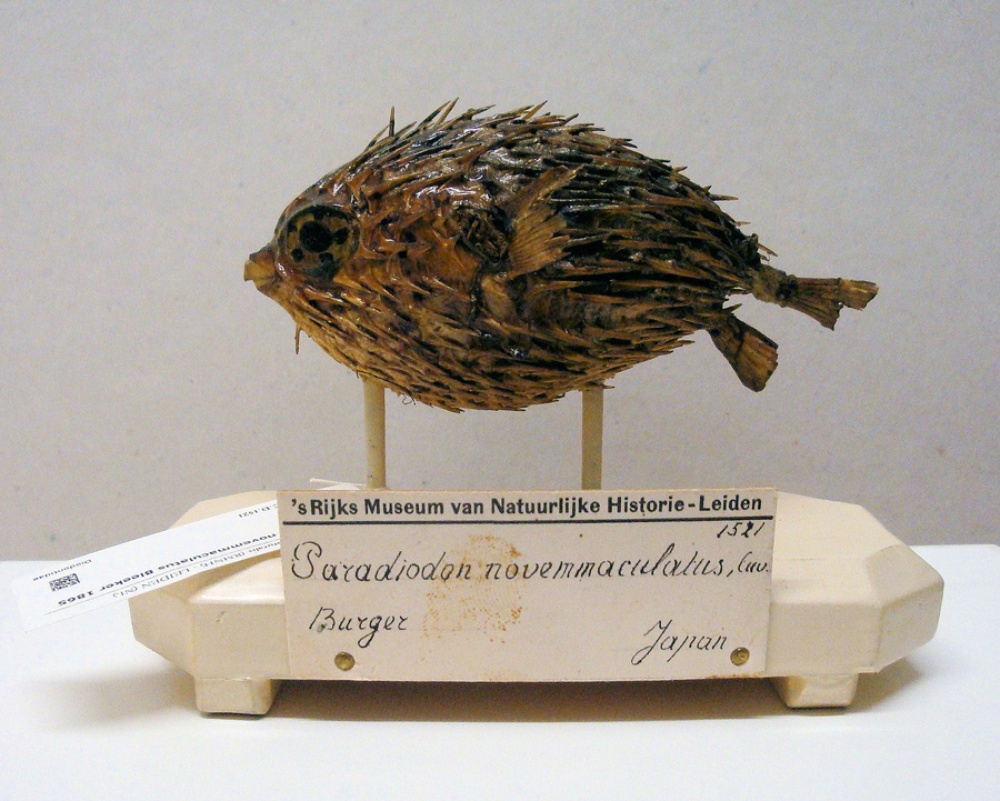
Spécimen naturalisé du Centre de biodiversité Naturalis, Leyde, Pays-Bas
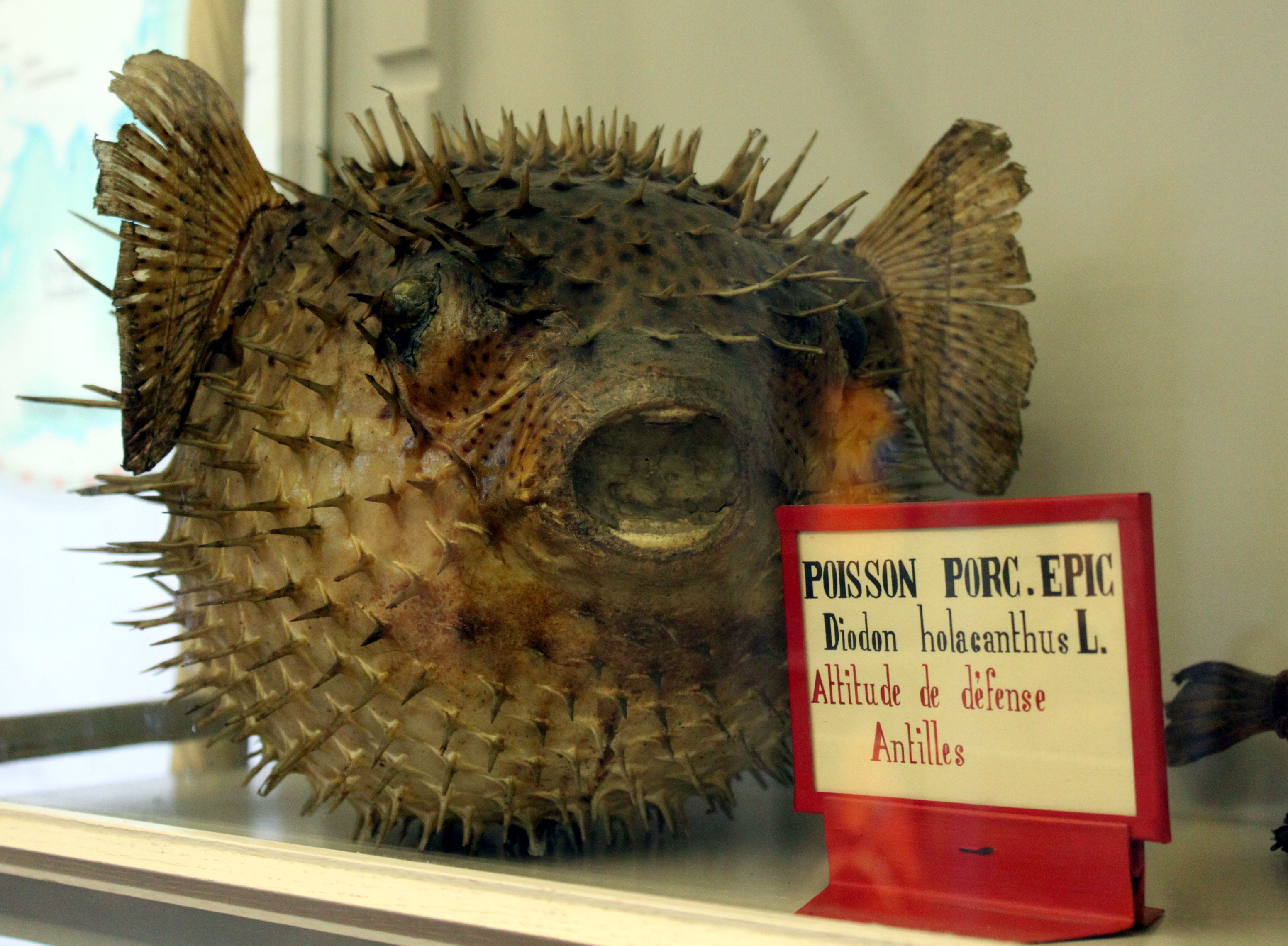
Spécimen naturalisé du Muséum d'histoire naturelle de Dijon, Dijon, France

## Synonymes taxonomiques
- Atopomycterus bocagei Steindachner, 1866
- Diodon holacanthus Linnaeus, 1758
- Diodon hystrix holocanthus Linnaeus, 1758
- Diodon maculifer Kaup, 1855
- Diodon multimaculatus Cuvier, 1818
- Diodon novemaculatus Cuvier, 1818
- Diodon novemmaculatus Cuvier, 1818
- Diodon paraholocanthus Kotthaus, 1979
- Diodon pilosus Mitchill, 1815
- Diodon quadrimaculatus Cuvier, 1818
- Diodon sexmaculatus Cuvier, 1818
- Paradiodon quadrimaculatus (Cuvier, 1818)
- Trichodiodon pilosus (Mitchill, 1815)